# ピュアラルグミ
ピュアラルグミは、カバヤ食品が販売しているグミである。

## 概要
空気を含ませたフワフワ食感のグミとゼリーのようなプルプル食感のグミを組み合わせ、果汁を配合したグミである。ピュアラルグミのピュアラルは"ピュア"と"ナチュラル" の言葉が組み合わされた造語である。空気を含ませたエアレーションという製法は、もともと別のグミで使っていた製法である。開発時には果肉の部位による味の違いを再現するのに苦労したという。

## 商品ラインナップ
※2020年現在
- ピュアラルグミりんご
- ピュアラルグミぶどう
- ピュアラルグミ白桃

2020年3月に製法の変更やパッケージのリニューアルを行った。

## 過去に製造していたグミ
- ピュアラルグミいちご[2]
- ピュアラルグミレモン[4]
- ピュアラルグミキウイ[5]

## WEB漫画
『ふわわせピュアラルさん』が公式Twitterで2021年5月18日から9月17日まで連載。漫画はじゅんが担当。ピュアラルグミの妖精「ピュアラルさん」と人々との交流を描く、ふわっと癒されるお話。

### 登場人物
声優はスペシャル動画のもの
ピュアラルさん
声 - 神谷浩史
本作の主人公。ピュアラルグミの妖精。
崖っぷち作家みほ
声 - 吉住
第1話〜第4話の崖っぷち作家みほ篇に登場。
OLさとみ
声 - 小倉唯
第5話〜第9話の冷静沈着OLさとみ篇に登場。
若手営業マンのしんじ
声 - 入野自由
第10話〜第13話の若手営業マンのしんじ篇に登場。
はたらくママのあおい
声 - 上坂すみれ
第14話〜第17話のがんばり屋ママあおい篇に登場。
愛嬌満点ギャル
声 - 上坂すみれ
第18話の癒ボフレーズキャンペーン動画その①に登場。
スランプ美大生
声 - 上坂すみれ
第19話の癒ボフレーズキャンペーン動画その②に登場。
ドジっ子OL
声 - 上坂すみれ
第20話の癒ボフレーズキャンペーン動画その③に登場。
心配性講師
声 - 上坂すみれ
第21話の癒ボフレーズキャンペーン動画その④に登場。
人見知り店員
声 - 上坂すみれ
最終話の癒ボフレーズキャンペーン動画その⑤に登場。